# Paweł Baranowski (ekonomista)
Paweł Baranowski – polski ekonomista, dr hab. nauk ekonomicznych.

## Biografia
Paweł Baranowski jest absolwentem Uniwersytetu Łódzkiego. Studia magisterskie ukończył w 2004 roku. W 2007 roku obronił pracę doktorską na Wydziale Ekonomiczno-Socjologicznym Uniwersytetu Łódzkiego, pod kierunkiem Jana J. Sztaudyngera. Habilitował się w 2015 roku na podstawie monografii Reguły polityki pieniężnej w Polsce - podejście ilościowe. Od 2004 roku jest nauczycielem akademickim Uniwersytetu Łódzkiego. W latach 2020–2021 był też pracownikiem Uniwersytetu Warszawskiego. Kierował projektem Narodowego Centrum Nauki pt. Oczekiwania i niepewność co do przyszłej polityki pieniężnej. Wspomagana komputerowo analiza wypowiedzi banków centralnych. Był współautorem opublikowanego w 2022 roku Raportu o stratach poniesionych przez Polskę w wyniku agresji i okupacji niemieckiej w czasie II wojny światowej 1939–1945, za co odznaczony został przez prezydenta RP Andrzeja Dudę Złotym Krzyżem Zasługi w 2024 roku.
Był członkiem Rady Naukowej Instytutu Strat Wojennych im. Jana Karskiego.